# لاینو
لاینو (به ایتالیایی: Laino) یک کومونه در ایتالیا است که در استان کومو واقع شده‌است.

## خصوصیات
لاینو ۶٫۸ کیلومترمربع مساحت و ۵۱۴ نفر جمعیت دارد و ۷۰۰ متر بالاتر از سطح دریا واقع شده‌است.